# Павловский сельский совет (Солонянский район)
Павловский сельский совет (укр. Павлівська сільська рада) — входит в состав
Солонянского района
Днепропетровской области
Украины.
Административный центр сельского совета находится в 
с. Павловка.

## Населённые пункты совета
- с. Павловка
- с. Мирное
- с. Пропашное
- с. Цветущее